# Heinrich von Kittlitz

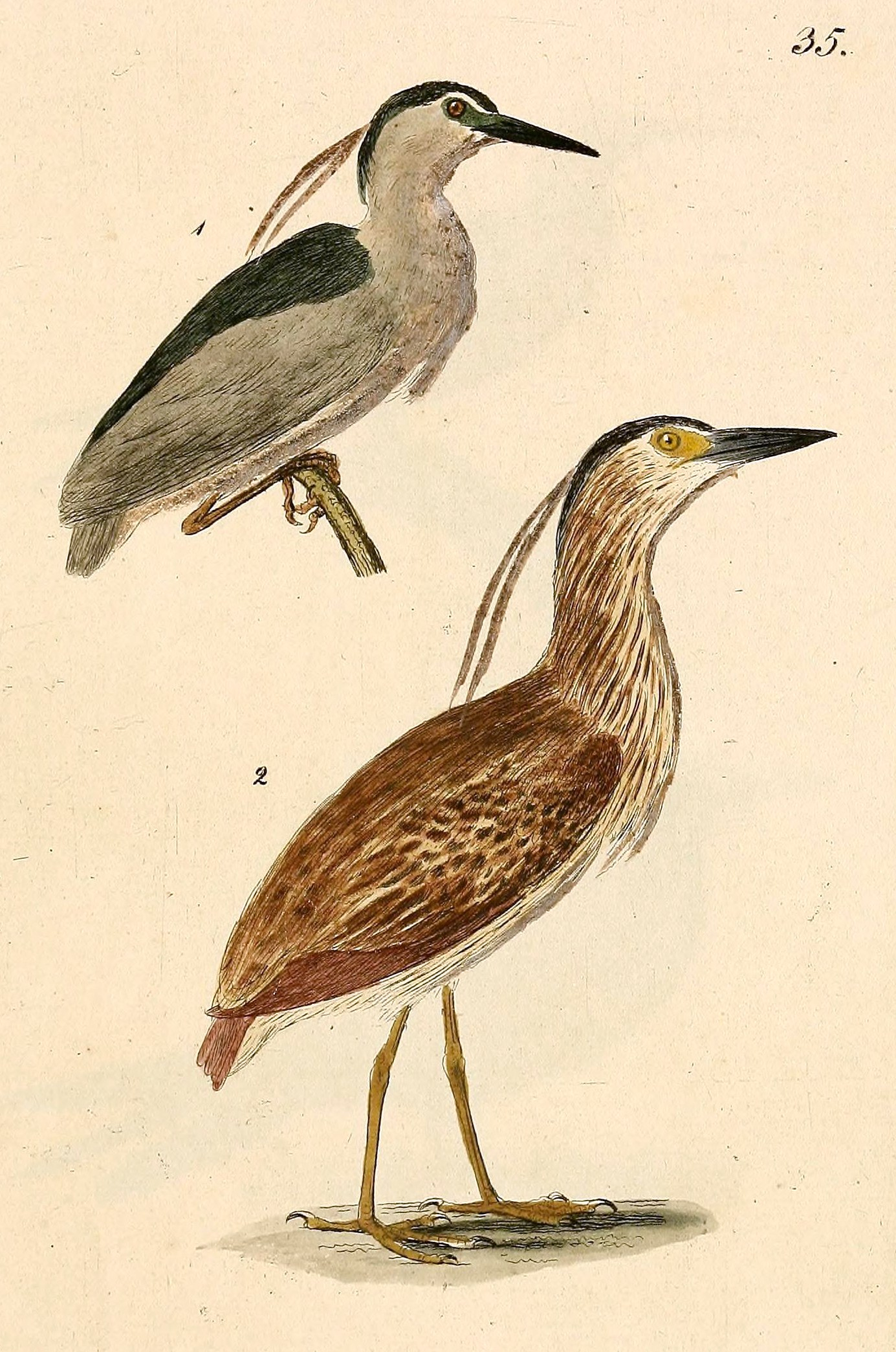
Illustraties van reigerachtigen gemaakt door Heinrich von Kittlitz

Heinrich von Kittlitz (Breslau in Pruisen,  16 februari 1799 – Mainz in Duitse Keizerrijk,  10 april 1874) was een Duitse vogelkundige, natuuronderzoeker, ontdekkingsreiziger en illustrator. Hij werd vooral bekend door de nieuwe vogelsoorten die hij ontdekte tijdens een ontdekkingsreis rond de wereld van 1826 tot 1829 tijdens een expeditie in opdracht van de Russische Tsaar.

## Biografie
Kittlitz was een telg uit een adellijk geslacht. Zijn vader was een Pruisisch hoofdofficier uit Welkersdorf, een dorp in het Poolse Neder-Silezië, zijn moeder was Henriette von Diebitsch (1771–1835). Heinrich nam deel van de Duitse bevrijdingsoorlog tegen Napoleon I en trok met zijn eenheid in 1815 Parijs binnen. Daarna bleef hij tot 1825 in het leger en diende in het garnizoen in Mainz. Via relaties van zijn moeder kwam hij in contact met Russen die zouden deelnemen aan een ontdekkingsreis om de wereld onder leiding van de Russische marine-officier Friedrich Benjamin von Lütke (van Baltisch-Duitse afkomst). In 1826 startte deze expeditie en in 1828 ging Kittlitz op eigen houtje onderzoek doen op het schiereiland Kamtsjatka.
In 1831 reisde hij met zijn vriend Eduard Rüppell naar Noord-Afrika. Wegens ziekte moest hij deze reis afbreken.  In 1844 trouwde hij in Keulen met Julie Schulz, de weduwe van de bosbouwer (Oberförster) Karl Reichenbach. Het paar kreeg twee zonen en een dochter. Na 1849 woonde hij in Mainz waar hij in 1874 overleed.

## Zijn nalatenschap
Tijdens de wereldreis verzamelde Kittlitz 754 balgen van 314 verschillende vogelsoorten voor de Russische Academie van Wetenschappen. Kittlitz is de auteur van 26 soorten vogels, waaronder vier  uitgestorven, en van 24 ondersoorten. Zo is de zeldzame kusaieral (Zapornia monasa) door hem verzameld en beschreven en vervolgens door niemand meer waargenomen. De door hem beschreven marianenbrilvogel (Zosterops conspicillatus conspicillatus) van het eiland Guam stierf ook uit, zij het veel later, na 1983. Verder laat hij naast deze soortbeschrijvingen een aantal publicaties na over zijn reizen.

## Publicaties
- 1816-1823 Ornithologisches Tagebuch. Handschrift mit Aquarellmalereien. 4 Bände
- 1831 Über einige Vögel von Chili
- 1832 Kupfertafeln zur Naturgeschichte der Vögel, 3 Hefte à 12 Seiten, Sauerländer, Frankfurt am Main
- 1845 - 1852 24 Vegetationsansichten von den Küstenländern und Inseln des Stillen Ozeans
- 1854 Vegetationsansichten aus den westlichen Sudeten
- Naturszenen aus Kamtschatka
- Bilder vom Stillen Ozean
- Denkwürdigkeiten einer Reise nach dem russischen Amerika, nach Mikronesien und durch Kamtschatka. Deel 1
- Denkwürdigkeiten einer Reise nach dem russischen Amerika, nach Mikronesien und durch Kamtschatka. Deel 2
- 1863 Psychologische Grundlage für eine neue Philosophie der Kunst
- 1873 Schlußfolgerungen von der Seele des Menschen auf die Weltseele, Mainz 1873

- Bibliothèque nationale de France: cb10681575c (data)
- Author citation (botany): Kittlitz
- Stuttgart Database of Scientific Illustrators 1450–1950: 2673
- Gemeinsame Normdatei: 124789056
- International Standard Name Identifier: 0000 0001 2029 290X
- Library of Congress Control Number: nr99012310
- Nationale Bibliotheek van Tsjechië: jx20110520010
- Nationale Bibliotheek van Israël: 987007457104405171
- Nationale Bibliotheek van Polen: a0000002955434
- Nederlandse Thesaurus van Auteursnamen: 073903019
- SNAC: w6qn6fjq
- Système universitaire de documentation: 165242833
- Virtual International Authority File: 79504674
- WorldCat: E39PBJmHFw9DtwVk4mwj6wD6rq